# Sjona
Sjona er en 30 kilometer lang (39 km til bunden af Sørfjorden) fjord på Helgeland i Nordland fylke i Norge. Fjorden begynder ved Sjonøya i Lurøy kommune og møder Lillesjona indenfor Handnesøya (Nesna kommune) før den løber videre ind til Sjonbotn og Nordsjona (Rana kommune). Fjordens har en dybde på op til 634 meter.
Langs fjorden ligger landsbyerne Flostrand, Mæla, og Myklebustad. Inderst deler den sig i to arme, Nordsjona og Sørfjorden.
Nogle af de største elve som løber ud i Sjona er Flostrandelva, Helgåga og Botnelva. Det fiskes anadrome laksefisk i alle disse, og Flostrandvassdraget er specielt kendt for sin fjeldørred.
Botnelva er udløb fra Sjona kraftværk som er et af Helgelandskrafts største vandkraftværker. I forbindelse med den øgede tilførsel af ferskvand dette har givet til fjorden (dette vand skulle egentlig løbe ud i fjordarmen Utskarpen i Rana) er der oprettet en isfond som bevilger midler til isforebyggende tiltag for fiskere og andre fastboende ved fjorden.
I modsætning til mange andre fjorde har Sjona ingen tærskel ved mundingen, og der er derfor stor udskiftning af vandet i fjorden.

## Etymologi
Fjordnavnet Sjona udtales [şo:´næ] i Lurøy kommune og [şo:´na] i dele af Rana kommune. Det er formentlig afledt af norrønt femininum sjón, «syn», måske fordi fjorden er bred og lige, så man fra den ydre del kan se langt indover. Navnet er nedtegnet første gang i Aslak Bolts Jordebog fra 1432 under «i Sionen».

## Fjorden Sjona set fra syd
- Ydre del af Sjona set fra sydsiden
- Midterste del af Sjona set fra sydsiden
- Midterste del af Sjona set fra sydsiden
- Indre del af Sjona set fra sydsiden
- Indre del af Sjona set fra sydsiden
- Indre del af Sjona set fra sydsiden